# Districtul Phra Phutthabat
Phra Phutthabat (în thailandeză พระพุทธบาท) este un district (Amphoe) din provincia Saraburi, Thailanda, cu o populație de 70,354 locuitori și o suprafață de 287,1 km².

## Componență
Districtul Phra Phuttabat este subdivizat în 9 subdistricte (tambon), care sunt subdivizate în 67 de sate (muban).
| Nr. | Nume        | În thailandeză |
| --- | ----------- | -------------- |
| 6.  | Khao Wong   | เขาวง          |
| 7.  | Huai Pa Wai | ห้วยป่าหวาย      |
| 8.  | Phu Krang   | พุกร่าง          |
| 9.  | Nong Kae    | หนองแก         |